# Xarusgol
Xarusgol (ook: Salawusu of Sjara-osso-gol, Chinees: 薩拉烏蘇 / 萨拉乌 素, Hanyu pinyin: Salawusu) is een rivier en archeologische locatie in het zuidoosten van de Ordos-prefectuur in de vendel Uxin (乌审旗, Wushen qi) van Binnen-Mongolië, Volksrepubliek China. Het is de bovenloop van de Wuding He, een zijrivier van de Gele Rivier (Huang He).
Xarusgol werd in 1922 en 1923 onderzocht door de Franse jezuïeten Émile Licent en Pierre Teilhard de Chardin. Deze vond hier de Ordos-tand (Ordos Tooth) van de fossiele Hetao-mens (Chinees: 河套 人, Engels: Ordos Man, Hetao Man, Ordos-mens) uit het Laat Pleistoceen welke als vroege moderne mens (Homo sapiens) geïnterpreteerd werd. De tand werd later tot de periode 50.000 tot 35.000 jaar BP gedateerd. 
In de jaren 1970 werden er nog delen van schedels, tanden en dijbenen ontdekt. De datering van deze wordt echter als onzeker beschouwd. Recente C14-datering van een dijbeen toonde dat deze niet meer dan 200 jaar oud was.
Ook de fossielenvindplaats van Salawusu (萨拉乌苏 动物 群) in de fluviatiel-lacustriene afzettingslaag van het zuidoostelijke deel van het Ordosplateau is vernoemd naar de rivier.
De Xarusgol-site of Salawusu-site (萨拉乌苏 遗址, Salawusu Yizhi) staat sinds 2001 op de lijst van monumenten van de Volksrepubliek China (nr. 5-13).